# Allegorie (Nicola Giolfino)
Le Allegorie sono una serie di sette dipinti murali del pittore veronese Nicola Giolfino oggi staccati e conservati nel museo di Castelvecchio a Verona.
Le figure vennero scoperte nel 1873 da Pietro Nanin sotto uno strato di calce durante dei lavori di riconversione a scuola dell'ex convento dei Teatini a San Nicolò, già da tempo caserma austriaca durante la dominazione su Verona. Lo stesso Nanin venne incaricato di staccarle per trasportarle al museo civico cittadino. Nonostante la documentazione relativa alla scoperta e alle operazioni di stacco, non è possibile sapere con esattezza le condizioni originali degli affreschi e se ci siano state manomissioni o rifacimenti. Visto il carattere profano dei soggetti, si ritiene che fossero stati concepiti per delle case annesse al convento e poi inglobate in esso nei primi anni del XVII secolo. È plausibile che queste case appartenessero ai giureconsulti Filippo di Giacomo Prandini e suo nipote Alessandro di Bartolomeo, che quindi furono i committenti del Giolfino. La rappresentazione è relativa all'allegoria delle sette Arti liberali secondo la classica iconografia iniziata da Marziano Capella nel V secolo. Si ritiene che possano essere ascritte all'inizio degli anni 1530.

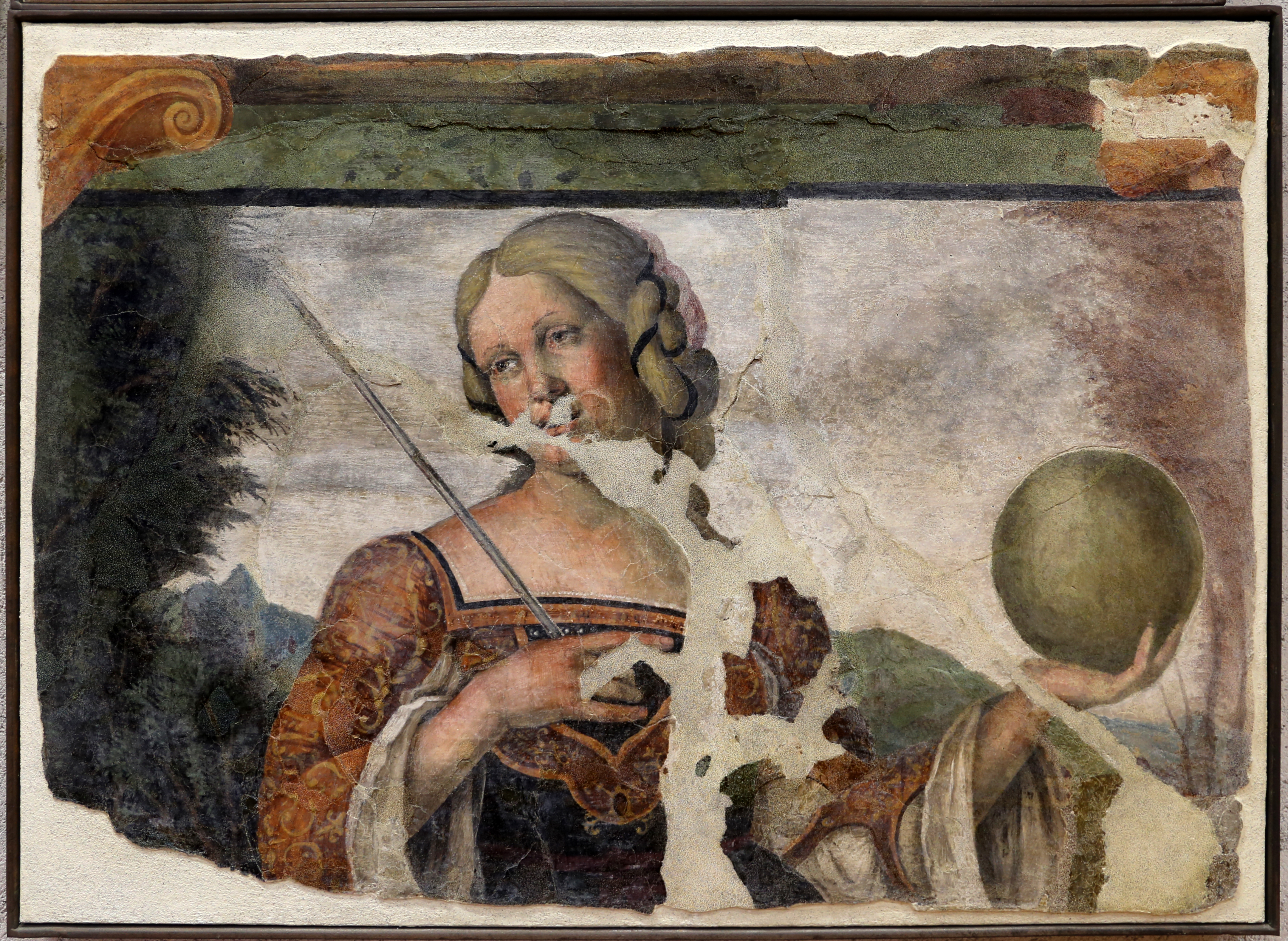
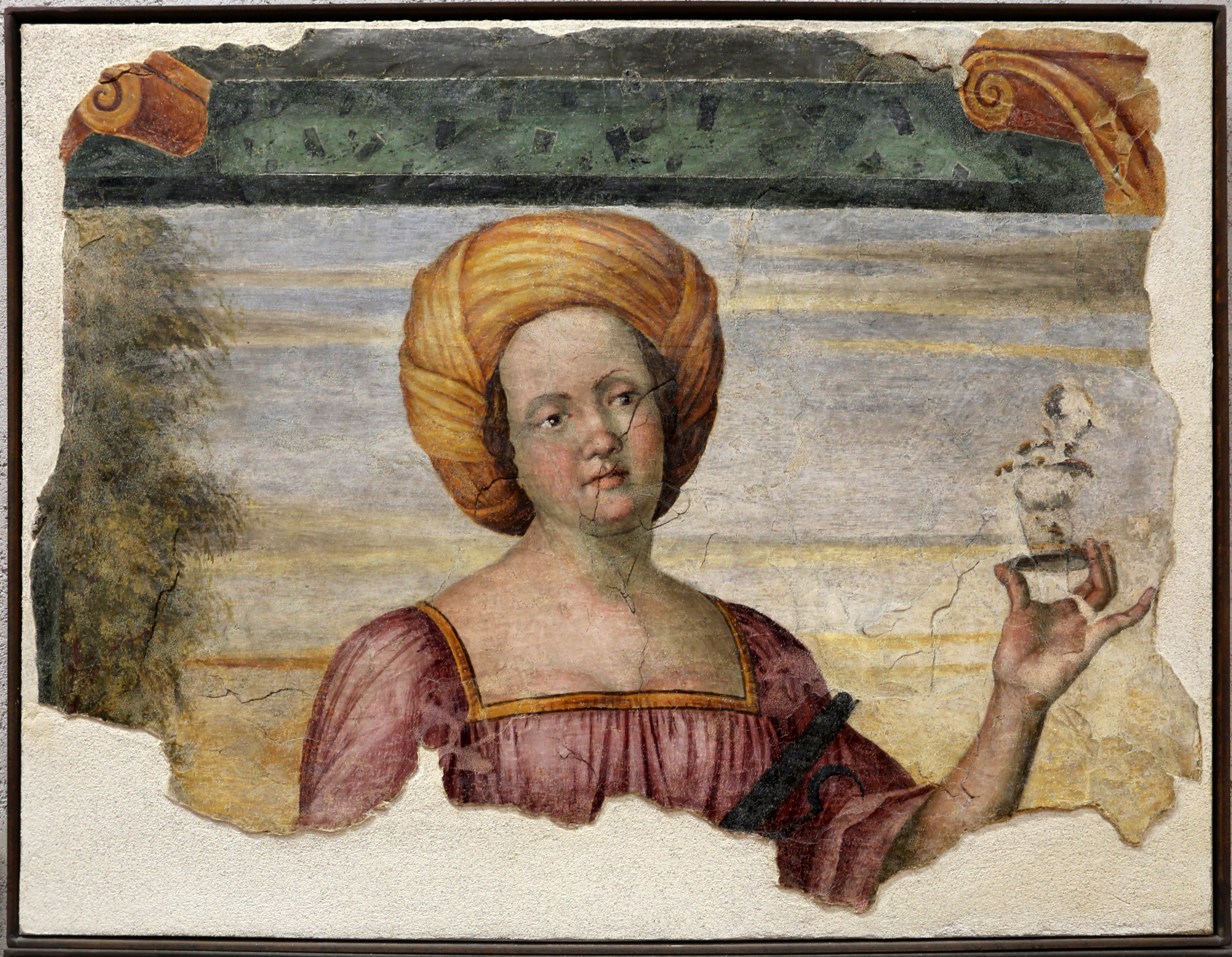
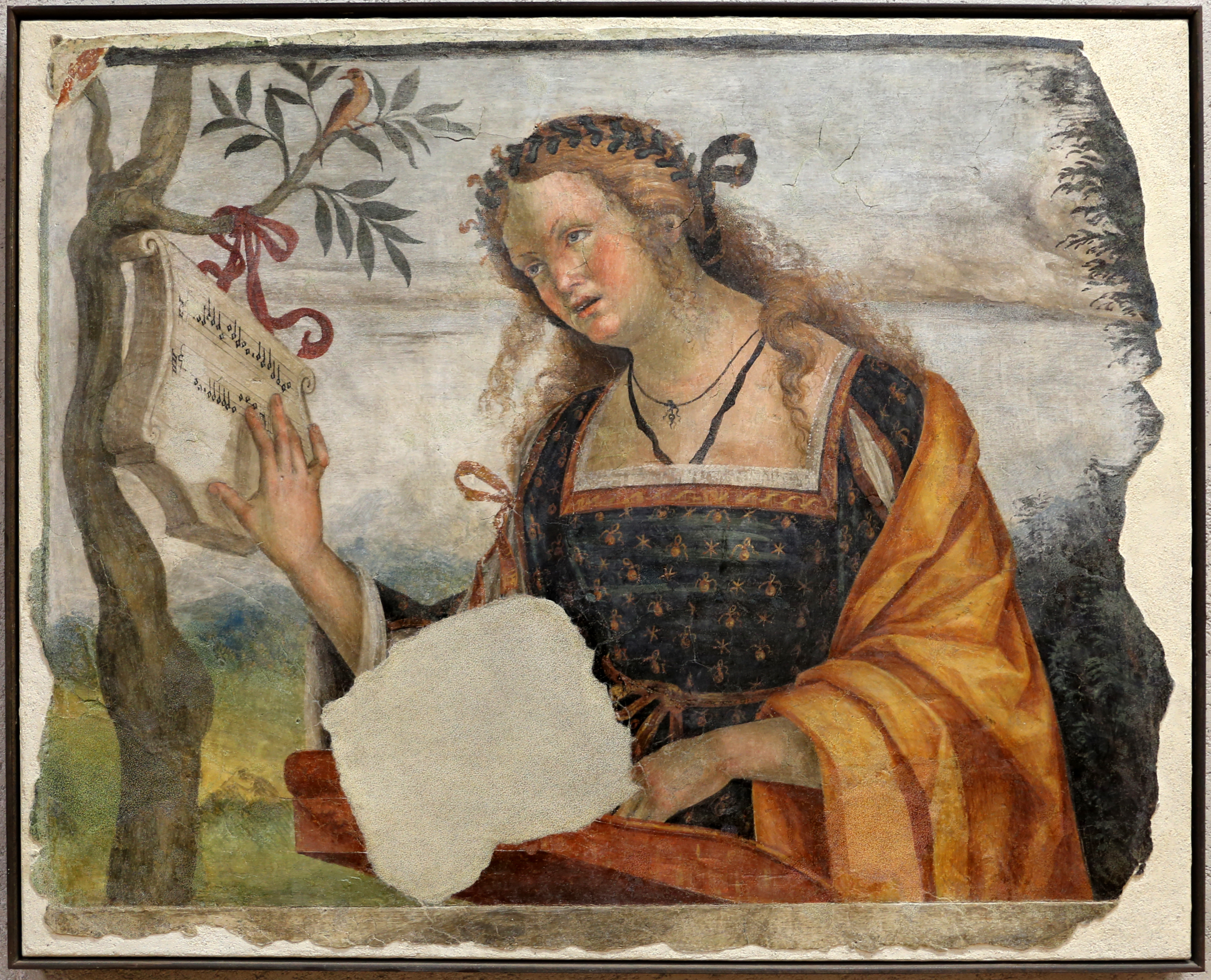
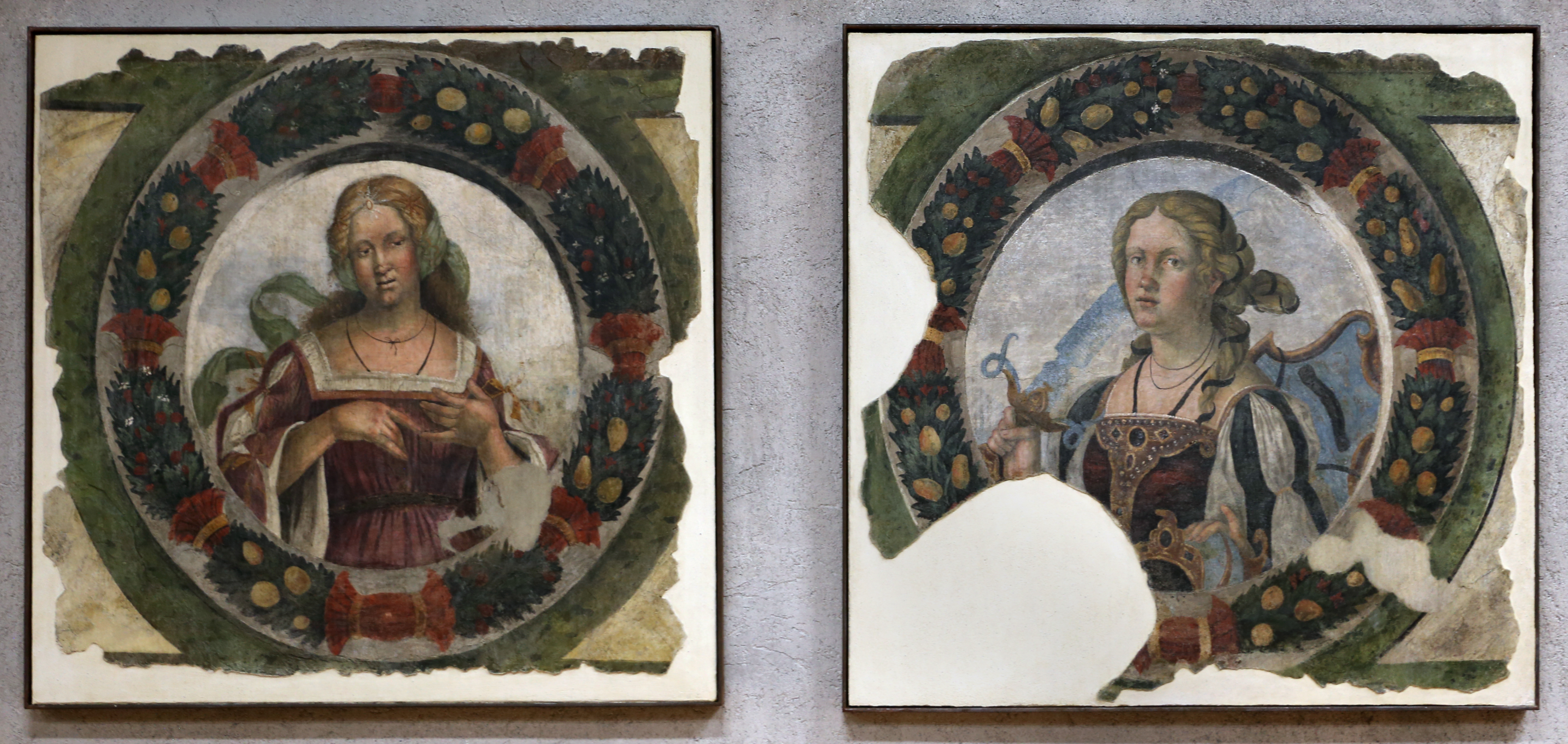